# Super Junior
Super Junior (Koreaans: 슈퍼주니어) is een Zuid-Koreaanse boyband.

## Geschiedenis
De groep werd opgericht in 2005 door producer Lee Soo-man. Super Junior debuteerde officieel met 12 leden, bestaande uit Leeteuk, Heechul, Han Geng, Yesung, Kangin, Shindong, Sungmin, Eunhyuk, Donghae, Siwon, Ryeowook en Kibum. Kyuhyun werd toegevoegd aan de groep in 2006. In 2010 waren er nog maar 10 actieve leden als gevolg van het tijdelijk verlof van Kangin door verplichte militaire dienst, Kibums acteercarrière en Hangengs rechtszaak tegen SM Entertainment, wat leidde tot zijn uiteindelijke vertrek uit de groep. Op 1 september 2011 begon Heechul aan zijn verplichte militaire dienst. Kangin kwam terug van zijn verplichte militaire dienst op 16 april 2012.

## Subgroepen
De platenmaatschappij (S.M. Entertainment) vond dat deze groep ook een debuut moest maken in andere genres, dus zijn er subgroepen gecreëerd. Dit zijn de subgroepen:
- Super Junior-K.R.Y. (bestaat uit Kyuhyun, Ryeowook en Yesung)
- Super Junior-T (Officieel: Super Junior-Trot. Deze groep zingt vooral trotmuziek. Bestaat uit Leeteuk, Heechul, Kangin, Shindong, Sungmin en Eunhyuk)
- Super Junior-M (Deze groep is speciaal gemaakt voor China. Bestaat uit Sungmin, Henry, Eunhyuk, Zhou Mi, Donghae, Siwon, Ryeowook en Kyuhyun)
- Super Junior-H (Officieel: Super Junior-Happy. Bestaat uit Leeteuk, Yesung, Kangin, Shindong, Sungmin en Eunhyuk)
- D&E (Bestaat uit Donghae en Eunhyuk)
- Super Junior-L.S.S. (Bestaat uit Leeteuk, Siwon en Shindong)

## Discografie

### Studioalbums
- 2005: SuperJunior05 (TWINS)
- 2007: Don't Don (Repackage: Marry U)
- 2009: Sorry, Sorry (Repackage: It's You)
- 2010: Bonamana (Repackage: No Other)
- 2011: Mr. Simple (Repackage: A-Cha)
- 2012: Sexy, Free and Single (Repackage: Spy)
- 2014: Mamacita (Repackage: This Is Love)
- 2015: Devil (Repackage: Magic)
- 2017: Replay (Repackage: Play)
- 2019: Time_Slip (SUPER Clap)
- 2021: The Renaissance (House Party)

### Livealbums
- 2008: Super Show – Super Junior The 1st Asia Tour Concert Album
- 2009: Super Show 2 – Super Junior The 2nd Asia Tour Concert Album
- 2011: Super Show 3 – Super Junior The 3rd Asia Tour Concert Album
- 2013: Super Show 4 - Super Junior World Tour Album

### Singles
- 2005: "Show Me Your Love" (featuring TVXQ)
- 2006: "U"

### Japanse singles
- 2008: "U/Twins"
- 2008: "Marry U"
- 2011: "美人 (Bonamana)"
- 2011: "Mr. Simple"
- 2012: "Opera"
- 2012: "Sexy, Free & Single"
- 2013: "Blue World"

## Leden
| Artiestennaam | Echte naam     | Hangul | Hanja  | Geboortedatum     | Sub-Unit             | Status                          |
| ------------- | -------------- | ------ | ------ | ----------------- | -------------------- | ------------------------------- |
| Leeteuk       | Park Jung-soo  | 박정수 | 朴正洙 | 1 juli 1983       | Super Junior T, H    | Actief                          |
| Heechul       | Kim Hee-chul   | 김희철 | 金希澈 | 10 juli 1983      | Super Junior T       | Actief                          |
| Hankyung      | Han Geng       | 한경   | 韓庚   | 9 februari 1984   | Super Junior M       | Groep verlaten                  |
| Yesung        | Kim Kang-hoon  | 김종운 | 金鐘雲 | 24 augustus 1984  | Super Junior KRY, H  | Actief                          |
| Kangin        | Kim Young-woon | 김영운 | 金永雲 | 17 januari 1985   | Super Junior T, H    | Groep verlaten                  |
| Shindong      | Shin Dong-hee  | 신동희 | 申東熙 | 28 september 1985 | Super Junior T, H    | Actief                          |
| Sungmin       | Lee Sung-min   | 이성민 | 李晟敏 | 1 januari 1986    | Super Junior T, H, M | Groep verlaten                  |
| Eunhyuk       | Lee Hyuk-jae   | 이혁재 | 李赫宰 | 4 april 1986      | Super Junior T, H, M | Actief                          |
| Donghae       | Lee Dong-hae   | 이동해 | 李東海 | 15 oktober 1986   | Super Junior M       | Actief                          |
| Siwon         | Choi Si-won    | 최시원 | 崔始源 | 10 februari 1987  | Super Junior M       | Actief                          |
| Ryeowook      | Kim Ryeo-wook  | 김려욱 | 金厲旭 | 21 juni 1987      | Super Junior KRY, M  | Actief                          |
| Kibum         | Kim Ki-bum     | 김기범 | 金起範 | 21 augustus 1987  | -                    | Groep verlaten in augustus 2015 |
| Kyuhyun       | Cho Kyu-hyun   | 조규현 | 曺圭賢 | 3 februari 1988   | Super Junior KRY, M  | Actief                          |

## Subgroepleden
| Artiestennaam | Echte Naam | Hangul    | Hanja | Geboortedatum   | Sub-Unit       | Status         |
| ------------- | ---------- | --------- | ----- | --------------- | -------------- | -------------- |
| Zhou Mi       | Zhou Mi    | 주멱      | 周覓  | 19 april 1986   | Super Junior M | Groep verlaten |
| Henry Lau     | Henry Lau  | 헨리 라우 | 亨利  | 11 oktober 1989 | Super Junior M | Groep verlaten |

## Films
| Jaar | Titel                                      | Leden | Leden | Leden | Leden | Leden | Leden | Leden | Leden | Leden | Leden | Leden | Leden | Leden |
| Jaar | Titel                                      | LT    | HC    | HG    | YS    | KI    | SD    | SM    | EH    | DH    | SW    | RW    | KB    | KH    |
| ---- | ------------------------------------------ | ----- | ----- | ----- | ----- | ----- | ----- | ----- | ----- | ----- | ----- | ----- | ----- | ----- |
| 2006 | A Battle of Wits                           |       |       |       |       |       |       |       |       |       | x     |       |       |       |
| 2007 | Attack on the Pin-Up Boys                  | x     | x     | x     | x     | x     | x     | x     | x     | x     | x     | x     | x     |       |
| 2007 | Alvin and the Chipmunks                    |       | x     |       |       | x     | x     |       |       |       |       |       |       |       |
| 2008 | Hello Schoolgirl                           |       |       |       |       | x     |       |       |       |       |       |       |       |       |
| 2010 | Jumunjin (주문진)                          |       |       |       |       |       |       |       |       |       |       |       | x     |       |
| 2011 | Super Show 3 3D                            | x     | x     |       | x     |       | x     | x     | x     | x     | x     | x     |       | x     |
| 2012 | I AM.                                      | x     |       |       | x     |       | x     | x     | x     | x     | x     | x     |       | x     |
| 2012 | SMTOWN Live in Tokyo Special Edition in 3D | x     |       |       | x     |       | x     | x     | x     | x     | x     | x     |       | x     |

## Televisiedrama's
| Jaar | Titel                           | Leden | Leden | Leden | Leden | Leden | Leden | Leden | Leden | Leden | Leden | Leden | Leden | Leden |
| Jaar | Titel                           | LT    | HC    | HG    | YS    | KI    | SD    | SM    | EH    | DH    | SW    | RW    | KB    | KH    |
| ---- | ------------------------------- | ----- | ----- | ----- | ----- | ----- | ----- | ----- | ----- | ----- | ----- | ----- | ----- | ----- |
| 2000 | All About Eve                   | x     |       |       |       |       |       |       |       |       |       |       |       |       |
| 2002 | A Man and A Woman               |       |       |       |       | x     |       |       |       |       |       |       |       |       |
| 2004 | Precious Family                 |       |       |       |       |       |       |       |       |       | x     |       |       |       |
| 2004 | April Kiss                      |       |       |       |       |       |       |       |       |       |       |       | x     |       |
| 2005 | Sea of Sisters                  |       |       |       |       |       |       | x     |       |       |       |       |       |       |
| 2005 | Loveholic                       |       | x     |       |       |       |       |       |       |       |       |       |       |       |
| 2005 | Sharp 2                         |       | x     |       |       |       |       |       |       |       |       |       | x     |       |
| 2005 | Rainbow Romance                 | x     | x     | x     |       | x     |       |       | x     |       |       |       | x     |       |
| 2005 | 18 vs 29                        |       |       |       |       |       |       |       |       |       | x     |       |       |       |
| 2005 | To Marry a Millionaire          |       |       |       |       |       |       |       |       |       |       |       | x     |       |
| 2006 | Bad Family                      |       | x     |       |       |       |       |       |       |       |       |       |       |       |
| 2006 | Spring Waltz                    |       |       |       |       |       |       |       |       |       | x     |       |       |       |
| 2006 | Banjun Theater                  |       |       |       |       |       |       | x     |       |       |       |       |       |       |
| 2006 | Snow Flower                     |       |       |       |       |       |       |       |       |       |       |       | x     |       |
| 2007 | Billie Jean, Look At Me         |       |       |       |       | x     |       |       |       |       |       |       |       |       |
| 2007 | Legend of Hyang Dan             |       |       |       |       |       |       |       |       |       | x     |       |       |       |
| 2007 | Golden Bride                    |       | x     |       |       |       |       |       |       |       |       |       |       |       |
| 2008 | Single Dad in Love              |       |       |       |       |       | x     |       |       |       |       |       |       |       |
| 2008 | Super Junior Unbelievable Story | x     |       |       |       |       |       | x     |       |       |       |       |       |       |
| 2008 | Chunja's Happy Events           |       |       |       |       |       |       |       |       |       |       |       | x     |       |
| 2009 | Stage of Youth                  |       |       | x     |       |       |       |       |       | x     | x     | x     |       | x     |
| 2009 | Romance Zero                    |       |       |       |       | x     |       |       |       |       |       |       |       |       |
| 2009 | Queen of Housewives             |       |       |       |       |       | x     |       |       |       |       |       |       |       |
| 2009 | TaeHee HyeGyo JiHyun            |       | x     |       |       |       |       |       |       |       |       |       |       |       |
| 2009 | I Love You Ten Million Times    |       | x     |       |       |       |       |       |       |       |       |       |       |       |
| 2010 | Oh My Lady!                     |       |       |       |       |       |       |       |       |       | x     |       |       |       |
| 2010 | I Am Legend                     |       | x     |       |       |       |       |       |       |       |       |       |       |       |
| 2010 | It's Okay, Daddy's Girl         |       |       |       |       |       |       |       |       | x     |       |       |       |       |
| 2010 | The President                   |       |       |       |       |       |       | x     |       |       |       |       |       |       |
| 2010 | Athena: Goddess of War          |       |       |       |       |       |       |       |       |       | x     |       |       |       |
| 2011 | Poseidon                        |       |       |       |       |       |       |       |       |       | x     |       |       |       |
| 2011 | Tree With Deep Roots            |       |       |       |       |       |       |       |       |       |       |       | x     |       |
| 2011 | Skip Beat!                      |       |       |       |       |       |       |       |       | x     | x     |       |       |       |
| 2012 | Ms Panda and Mr Hedgehog        |       |       |       |       |       |       |       |       | x     |       |       |       |       |
| 2012 | Turn Around and Say I Love You  |       |       |       |       |       |       |       |       |       | x     |       |       |       |
| 2012 | I Love Lee Tae-ri               |       |       |       |       |       |       |       |       |       |       |       | x     |       |
| 2012 | The King of Dramas              |       |       |       |       |       |       |       |       |       | x     |       |       |       |

## Fanclub
- Officiële kleur: Pearl Sapphire Blue
- Officiële naam fanclub: E.L.F. (Everlasting Friends)